# Jackie Budin
Pour les articles homonymes, voir Budin.
Jackie Budin, connue également sous les noms de Jackie Budin-Whitfield, Jackie Stephens-Budin ou encore Jacky Budin, est une costumière française.

## Filmographie sélective

### Cinéma
- 1977 : Le Diable probablement de Robert Bresson
- 1981 : La Flambeuse de Rachel Weinberg
- 1984 : Rive droite, rive gauche de Philippe Labro
- 1988 : La Passerelle de Jean-Claude Sussfeld
- 1989 : Un été d'orages de Charlotte Brandström
- 1992 : Lunes de fiel de Roman Polanski
- 1993 : Smoking / No Smoking d'Alain Resnais
- 1993 : Cuisine et Dépendances de Philippe Muyl
- 1994 : Highlander 3 (Highlander III: The Sorcerer) d'Andy Morahan
- 1996 : Passage à l'acte de Francis Girod
- 1997 : On connaît la chanson d'Alain Resnais
- 1999 : Le Sourire du clown d'Éric Besnard
- 1999 : Belle-maman de Gabriel Aghion
- 2000 : Le Goût des autres d'Agnès Jaoui
- 2000 : De l'histoire ancienne d'Orso Miret
- 2003 : Pas sur la bouche d'Alain Resnais
- 2003 : Les Sentiments de Noémie Lvovsky
- 2004 : Comme une image d'Agnès Jaoui
- 2005 : Entre ses mains d'Anne Fontaine
- 2005 : Olé ! de Florence Quentin
- 2006 : Cœurs d'Alain Resnais
- 2008 : Leur morale... et la nôtre de Florence Quentin
- 2009 : Les Herbes folles d'Alain Resnais
- 2010 : Une exécution ordinaire de Marc Dugain
- 2012 : Vous n'avez encore rien vu d'Alain Resnais
- 2014 : Aimer, boire et chanter d'Alain Resnais

### Télévision
- 1977 : Chapeau melon et bottes de cuir (3 épisodes)
- 2005 : Clara Sheller (6 épisodes)

## Distinctions

### Récompense
- César 2004 : César des meilleurs costumes pour Pas sur la bouche

### Nomination
- César 2007 : César des meilleurs costumes pour Cœurs